# فهرست فیلم‌های ترسناک دهه ۱۹۷۰
فیلم‌های ترسناک منتشر شده در دههٔ ۱۹۷۰ در مقاله‌های زیر فهرست شده‌اند:
- فهرست فیلم‌های ترسناک ۱۹۷۰
- فهرست فیلم‌های ترسناک ۱۹۷۱
- فهرست فیلم‌های ترسناک ۱۹۷۲
- فهرست فیلم‌های ترسناک ۱۹۷۳
- فهرست فیلم‌های ترسناک ۱۹۷۴
- فهرست فیلم‌های ترسناک ۱۹۷۵
- فهرست فیلم‌های ترسناک ۱۹۷۶
- فهرست فیلم‌های ترسناک ۱۹۷۷
- فهرست فیلم‌های ترسناک ۱۹۷۸
- فهرست فیلم‌های ترسناک ۱۹۷۹